# ألبرتو دياز تروخيو
ألبرتو دياز تروخيو هو محامي وسياسي مكسيكي، ولد في 7 نوفمبر 1975 في تلانيبانتلا دي باز في المكسيك. نشط حزبياً في حزب العمل الوطني. وقد انتخب عضو مجلس النواب المكسيك ‏.